# شبكات بعد الظهيرة (فلم 1943)
شبكات بعد الظهيرة (بالإنجليزية: Meshes of the Afternoon) فيلم خيال، وغموض، تجريبي أمريكي قصير لعام 1943  من إخراج وبطولة الثنائي، الزوجة والزوج، مايا ديرين وألكسندر حميد. رواية الفيلم دائرية وتكرر العديد من التعزيزات، بما في ذلك زهرة على ممر طويل، وسقوط مفتاح، وفتح باب، وسكين في رغيف خبز، وشخص غامض يشبه غريم ريبر، مع مرآة للوجه، الهاتف خارج الخطاف والمحيط. يصور هذا الفيلم السريالي من خلال التحرير الإبداعي، وزوايا الكاميرا المميزة، والحركة البطيئة، عالماً يصعب فيه أكثر فأكثر التقاط الواقع.
اختارت مكتبة الكونغرس في عام 1990 فيلم «شبكات بعد الظهيرة» للحفظ في السجل الوطني للفيلم بالولايات المتحدة باعتباره «مهم ثقافيًا، أو تاريخيًا، أو جماليًا»، حيث تم تسجيله في السجل في السنة الثانية من التصويت. صنفت هيئة الإذاعة البريطانية الفيلم في عام 2015 في المرتبة 40 على قائمة الأفلام الأمريكية الأعظم على الإطلاق.

## طاقم التمثيل
مايا ديرين: في دور المرأة
الكسندر حميد: في دور الرجل

## أحداث الفيلم
ترى «مايا ديرين» شخصًا في الشارع، أثناء سيرها وهي عائدة إلى منزلها. تذهب إلى غرفتها وتنام على كرسي، وبمجرد أن تنام، تشعر بحلم حاولت فيه مرارًا وتكرارًا مطاردة شخصية غامضة مقنعة بمرآة للوجه ولكنها غير قادرة على اللحاق به، ومع كل فشل، تعود إلى منزلها وترى العديد من الأشياء المنزلية بما في ذلك المفتاح، وسكين الخبز، والزهرة، والهاتف، والفونوغراف. تتبع المرأة الشكل المغطى إلى غرفة نومها حيث ترى الشكل يخفي السكين تحت وسادة. طوال القصة، ترى حالات متعددة لنفسها، كل أجزاء حلمها التي عاشتها بالفعل. تحاول المرأة أن تقتل جسدها النائم بسكين ولكن الرجل «ألكسندر حميد» أيقظها، وقادها إلى غرفة النوم، وأدركت أن كل ما رأته في الحلم كان يحدث بالفعل. لاحظت أن وضع الرجل يشبه وضع الشخص المغطى عندما أخفى السكين تحت الوسادة. حاولت جرحه وفشلت. في نهاية الفيلم، دخل الرجل إلى المنزل ورأى مرآة مكسورة تسقط على أرض مبللة. ثم رأى المرأة جالسة على الكرسي، والتي كانت نائمة في السابق، لكنها الآن ميتة.

## الخلفية والإنتاج
كان الفيلم نتاج رغبة ديرين، وحميد في إنشاء فيلم شخصي طليعي يتعامل مع مشاكل نفسية مدمرة، مثل الأفلام السريالية، الفرنسية في العشرينيات، وما قام به صناع هذه الأفلام مثل سلفادور دالي، ولويس بونويل في فيلم «كلب أندلسي» عام 1929، وفيلم «العصر الذهبي» عام 1930.
قام درين وحميد بكتابة الفيلم وإخراجه وتمثيله، على الرغم من أن ديرين يُنسب إليها وحدها، عادةً، باعتبارها المبدع الفني الرئيسي، إلا أن المخرج ستان براخاج، الذي كان يعرف الزوجين، ادعى في كتابه «فيلم في ويتس إند» ان الفيلم كان في الواقع من صنع حميد إلى حد كبير، وأن زواجهما بدأ يعاني عندما تلقت ديرين المزيد من الفضل، والاهتمام. تزعم مصادر أخرى أن دور ألكسندر حميد في إنشاء «شبكات بعد الظهيرة» هو بشكل أساسي كمصور. صنعت مايا ديرين لوحات قصصية شاملة لجميع أفلامها بما في ذلك حركات الكاميرا، وتأثيرات الكاميرا، كما كتبت عن هذه التقنيات في مجلات صناعة الأفلام الاحترافية. تنسب أفكار الفيلم وتنفيذه في الغالب إلى ديرين. كما اعترف حميد بأن ديرين هي صاحبة الفكرة الوحيدة.
النسخة الأصلية لا تحتوي على موسيقى، ومع ذلك، تمت إضافة نغمة موسيقية متأثرة بالموسيقى اليابانية الكلاسيكية في عام 1959، وضعها زوج ديرين الثالث، الموسيقي الياباني تيجي إيتو.

## التحليل
ادعى جيه هوبرمان في أوائل السبعينيات، أن شبكة ما بعد الظهر كانت «أقل ارتباطًا بالسريالية الأوروبية» وأكثر ارتباطًا بـ «فيلم هوليوود وقت الحرب». أوضحت ديرين أن «شبكات بعد الظهيرة»... مهتمة بالتجارب الداخلية للفرد. ولا تسجل حدثًا يمكن أن يشهده أشخاص آخرون، وبدلاً من ذلك، فإنها تعيد إنتاج الطريقة التي يتطور بها العقل الباطن للفرد، ويفسر، وضع حادثة بسيطة وعارضة على ما يبدو في تجربة عاطفية حرجة.

## استقبال الفيلم
كتب لويس جاكوبس (كاتب سيناريو، ومخرج، وناقد سينمائي) عن "شبكات بعد الظهيرة"، وينسب الفضل إلى مايا ديرين لكونها أول صانعة أفلام منذ نهاية الحرب "لإدخال ملاحظة جديدة في إنتاج الأفلام التجريبية"، علاوة على ذلك، في مناقشته للسينما التجريبية في أمريكا ما بعد الحرب، يقول جاكوبس إن الفيلم "حاول إظهار الطريقة التي يتطور بها حدث بسيط وغير رسمي ظاهريًا لا شعوريًا إلى تجربة نقدية وعاطفية... تعود الفتاة إلى المنزل بعد ظهر أحد الأيام وتنام. في الحلم ترى نفسها عائدة إلى المنزل، تعاني من الوحدة والإحباط والانتحار باندفاع... القصة لها ذروتها المزدوجة، حيث يبدو أن الحلم، المتخيل، أصبح حقيقة. يمثل نقد جاكوبس بأن "الفيلم لم يكن ناجحًا تمامًا، إنه يتخطى من الموضوعية إلى الذاتية دون انتقالات أو تحضير وغالبًا ما يكون محيرًا".
في مقال جوزيف برينتون (دارس ومنتج سينمائي) عام 1947 بعنوان "الكاميرا الذاتية أو الجمهور الذاتي"، ذكر أن "التصوير الرمزي للعقل الباطن للإنسان في أفلام مايا ديرين التجريبية يشير إلى أن الكاميرا الذاتية يمكنها استكشاف التفاصيل الدقيقة التي لم يكن من الممكن تصورها حتى الآن كمحتوى فيلم. حيث يمكن للتقنية الجديدة التعبير بوضوح تقريبًا أي جانب من جوانب التجربة الإنسانية اليومية، يجب أن ينذر تطورها بنوع جديد من الأفلام النفسية التي تكشف فيها الكاميرا عن العقل البشري، ليس بشكل سطحي، ولكن بصدق من حيث الصورة والصوت.
أقترح متحف الفن الحديث عام 2010، أن قطع المرآة التي تسقط في أمواج المحيط قد برزت كما في فيلم «الأرض At Land» 1944  كتكملة مباشرة، في حين أن المشهد الأخير لديرين في فيلمها التالي«طقوس في الزمن المتغير» Ritual in Transfigured Time لعام 1946، كانت تركض وبيدها لوحة شطرنج، ويتردد صدى مستمر مع ظهور عناوين آخر الفيلم.
حاول المشاهدون فك شفرة الرمزية في الفيلم من وجهة نظر فرويدية (مؤسس علم التحليل النفسي سيغموند فرويد) أو يونجية (كارل يونغ هو مؤسس إحدى مدارس علم النفس) لكشف ما قالته ديرين عن الهوية والجنس. اعترضت ديرين بشدة على تحليل فيلمها بسبب رمزيته. بالنسبة لها، كانت الأشياء الموجودة في الفيلم مجرد أشياء «يتم تحديد قيمتها ومعناها وتأكيدها من خلال وظيفتها الفعلية في سياق الفيلم ككل». أرادت ديرين أن يقدر جمهورها الفن لقيمته الواعية، وقضت الكثير من حياتها المهنية في وقت لاحق في إلقاء محاضرات وكتابة مقالات حول نظرية فيلمها.
منح موقع الطماطم الفاسدة الفيلم تقييماً مقداره 100%، ومنحه موقع IMDB درجة 7.9/10.
تم ضم الفيلم للسجل الوطني للسينما: المجلس الوطني لحفظ الأفلام، الولايات المتحدة الأمريكية 1990

## روابط خارجية
- شبكات بعد الظهيرة على موقع IMDb (الإنجليزية)
- شبكات بعد الظهيرة على موقع الموسوعة البريطانية (الإنجليزية)
- شبكات بعد الظهيرة على موقع روتن توميتوز (الإنجليزية)
- شبكات بعد الظهيرة على موقع ألو سيني (الفرنسية)
- شبكات بعد الظهيرة على موقع أول موفي (الإنجليزية)
- شبكات بعد الظهيرة على موقع فيلمافينيتي (الإسبانية)
- شبكات بعد الظهيرة على موقع قاعدة بيانات الأفلام السويدية (السويدية)
- شبكات بعد الظهيرة على موقع قاعدة بيانات الفيلم (الإنجليزية)
- شبكات بعد الظهيرة على موقع ليتربوكسد (الإنجليزية)
- شبكات بعد الظهيرة على موقع كينوبويسك (الروسية)